# Krobica
Krobica (niem. Krobsdorf) – wieś w Polsce, w województwie dolnośląskim, w powiecie lwóweckim, w gminie Mirsk, nad Kwisą. Jest ona wsią rolniczą. Przez Krobicę oprócz Kwisy przepływa też Krobicki Potok.

## Położenie
Wieś jest położona w województwie dolnośląskim, w powiecie lwóweckim, w gminie Mirsk, u podnóża Grzbietu Kamienickiego, na prawym brzegu Kwisy, u jej wylotu do Kotliny Mirska na wysokości 390–430 m n.p.m., częściowo w Górach Izerskich, a częściowo na Pogórzu Izerskim (w Kotlinie Mirskiej).

## Demografia
Krobica w połowie roku 2000 liczyła 331 osób. Według Narodowego Spisu Powszechnego (2011-03) posiadała 329 mieszkańców.

## Podział administracyjny
W latach 1954–1972 wieś należała i była siedzibą władz gromady Krobica. W latach 1975–1998 miejscowość położona była w województwie jeleniogórskim.

## Historia
- XIII w. – pierwsza wzmianka o Krobicy wymieniona jako Krebsdorf
- XVI w. – rozwój wsi w związku z wydobywaniem rud cyny w Gierczynie
- 1613 – zaraza we wsi, śmierć wszystkich mieszkańców wioski z wyjątkiem rodziny miejscowego sędziego
- 1756–1803 – eksploatacja rud cyny (kasyterytu), później rud kobaltu
- 1840 – w Krobicy mieszkało 306 przędzarzy
- 31 października 1909 – otwarcie linii kolejowej, która prowadziła przez Krobicę
- 1945 – wieś włączono do Polski; intensywne wydobycie łupków łyszczykowych stosowanych przy produkcji papy i materiałów izolujących[5]
- 1945–1947 – wieś nosiła nazwę Rakówek albo Rakowa[6]
- 1979 – odnalezienie złóż kasyterytu
- 1998 – zamknięcie linii kolejowej prowadzącej przez wieś[7][8]

## Turystyka
Przy drodze w kierunku miejscowości Kotlina znajduje się Geopark. Udostępniona w 2013 roku podziemna trasa turystyczna składająca się z połączonych sztolni nieczynnych XVIII-wiecznych kopalni cyny i kobaltu św. Jana i św. Leopolda.

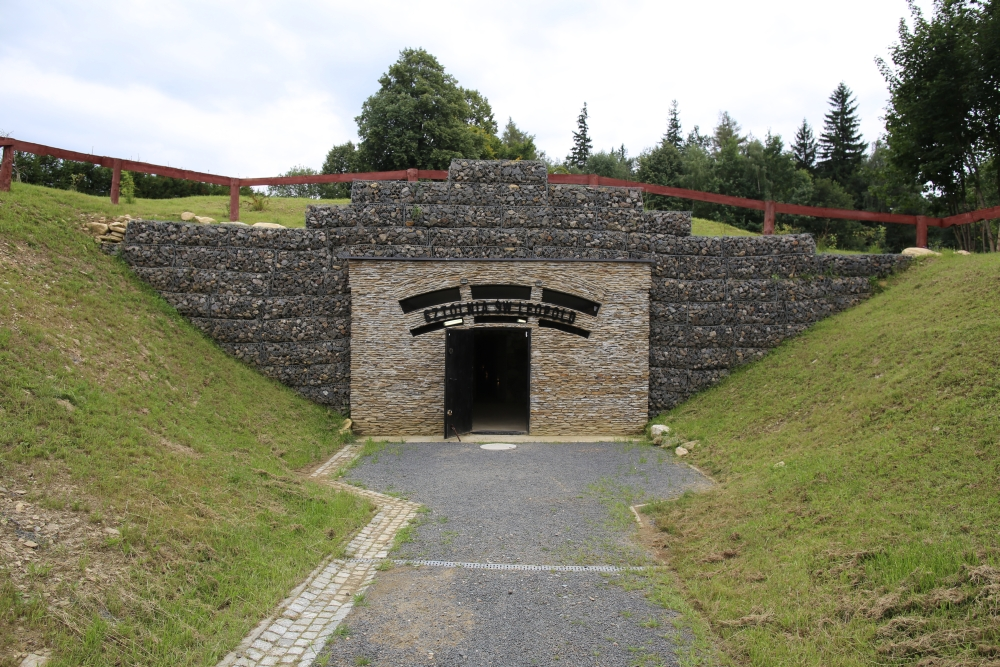
Wejście do podziemi
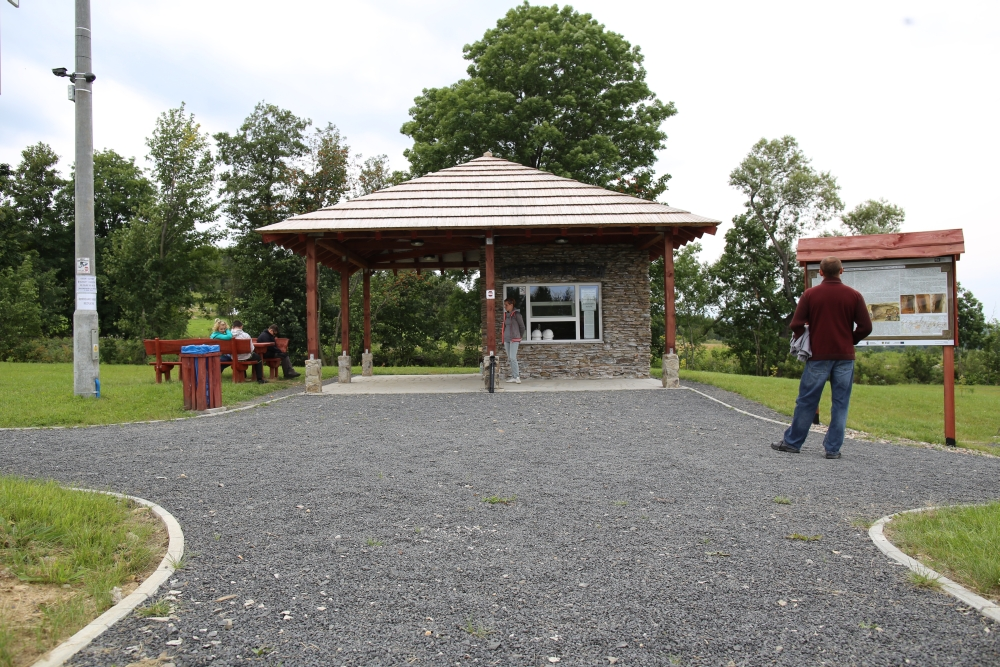
Pomieszczenie przewodników
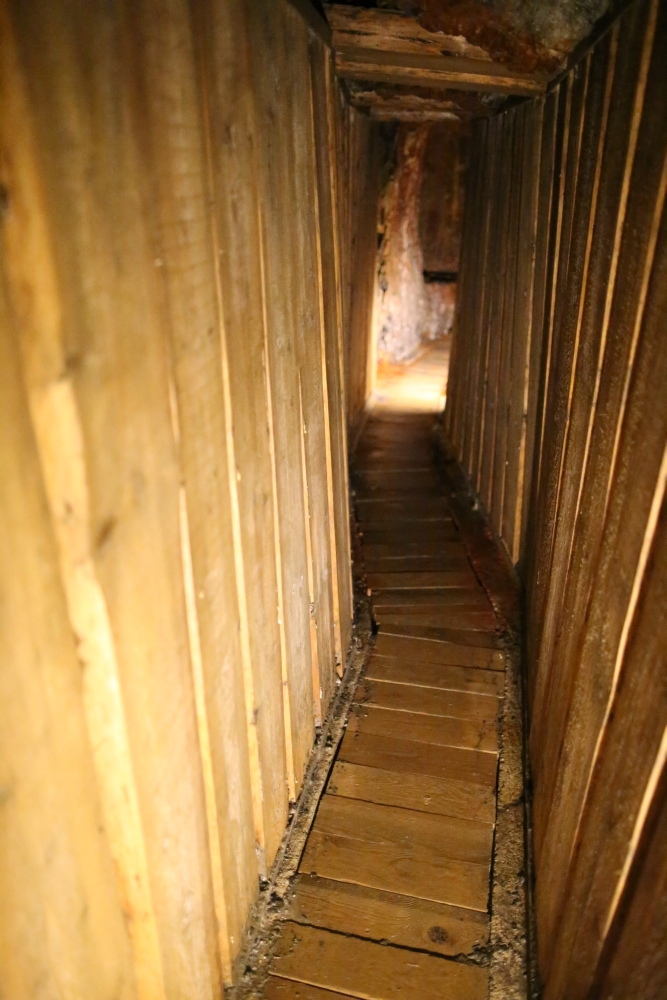
Podziemna trasa turystyczna
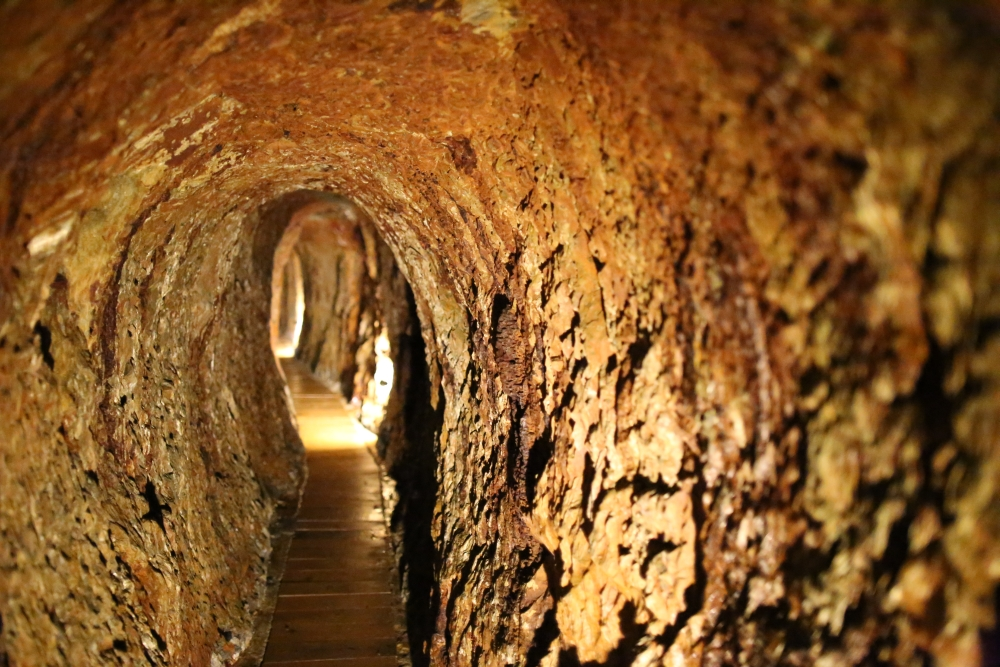
Podziemna trasa turystyczna
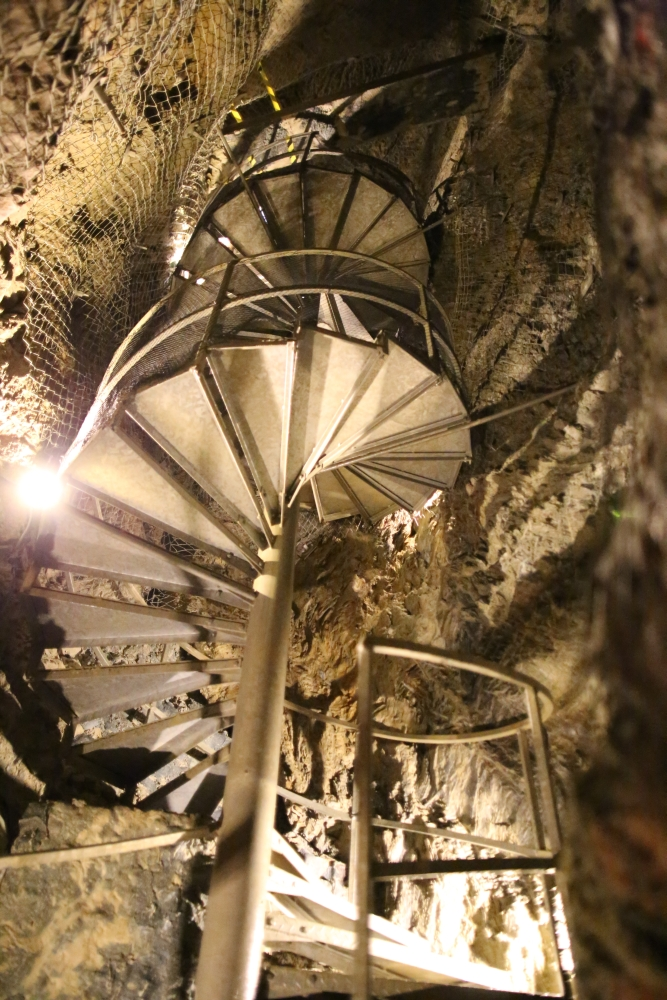
Przejście pomiędzy poziomami sztolni św. Jan i św. Leopold